# Клягин, Александр Павлович
Клягин Александр Павлович (Павлинович) (24 августа 1884 г., Орловская губерния — 1 марта 1952 г., Париж, Франция)— российский инженер, предприниматель, писатель.

## Биография
Родился в семье лесника уроженца Брянской губернии Павла Клягина. Окончил Орловскую классическую гимназию (1903).
Окончил Санкт-Петербургский практический технологический институт (1909). Занимался автомобильным делом, работая в одном из гаражей в Санкт-Петербурга, считался одним из лучших специалистов по автомобильному делу в России, участвовал в автогонках.
В 1910—1912 гг. Клягин на строительстве Амурской железной дороги.
Работал на строительстве железной дороги Красный Кут-Астрахань.
В 1912—1914 гг. назначен представителем Министерства путей сообщения во Франции и Бельгии для изучения железнодорожной техники и закупки оборудования и подвижного состава.
27 октября 1913 г. А. П. Клягин был награждён светло-бронзовой медалью в честь царствования 300-летия Дома Романовых.
В 1914 г. участвовал в закупке дрезин для Ферганской и Амурской железных дорог.
После начала Первой мировой войны А. Клягин из Бельгии пешком добрался до Парижа и на последнем пароходе возвратился в Россию.
В 1915 г. назначен инженером по сооружению железной дороги на постройке Петрозаводск-Сорокской и Мурманской железной дороги, занимался наблюдением за работами по укладке рельсового пути.
С 1916 г. был послан министерством путей сообщения во Францию и Бельгию представителя Министерства путей сообщения для закупок оборудования, инструментов, продовольствия для строящихся Мурманской и железных дорог. Многомиллионные закупки позволили построить стратегическую Мурманскую дорогу в срок.
Кроме того, Клягин становится и представителем военного атташе России в Париже генерал-майора Алексея Александровича Игнатьева.
В 1920 году организует в Париже фирму Etablissmeurs A.Klaguine, которая занимается поставкой вооружения в Крым.
Масон. С 1922 года член парижской русской ложи «Астрея» № 500 (Великая ложа Франции). Затем член лож «Северное сияние» № 523 и «Юпитер» № 536.
С 1923 г. под эгидой «Анонимного общества эксплуатации запасов» занимался поставкой орудий, снятых с русской эскадры в Бизерте латвийскому Управлению вооружения и правительствам Финляндии и Эстонии.
Был крупным благотворителем, учредил стипендии для 50 студентов, на нужды православной церкви сделал пожертвования на сумму 17000 французских франков. В 1936 г. с приобретенного им корабля Бизертской эскадры «Генерал Алексеев» пожертвовал Комитету по сооружению храма-памятника русской эскадре в Бизерте якоря, люстры, мраморные плиты.
Был женат на дворянке Марии Николаевне Клягиной. Во Франции в 1926 г. женился на студентке Клэр Робан, в качестве свадебного подарка подарил принадлежащие ему «Наполеон».
От этого брака родилось 2 детей.
Во время Второй мировой войны поставлял вооружение для Финляндии, сотрудничал с организаций Тодта на строительстве Атлантического вала.
Во время этих работ Клягин «вытаскивал многих военнопленных из Германии, якобы для своих стратегических работ, а потом устраивал им свободные документы и отпускал».
Два своих имения у Грасса предоставил французскому Сопротивлению.
После войны арестовывался по обвинению в сотрудничестве с оккупационной администрацией французскими властями, но был отпущен.
Стал владельцем нескольких фабрик по производству духов.
Умер 1 марта 1952 г., похоронен на русском кладбище Сент-Женевьев-де-Буа в Париже.
А. П. Клягин является автором нескольких книг-воспоминаний о дореволюционной Сибири — «Страна возможностей необычайных» (1947) и «Клад Мамая» (1948). Первую написал по просьбе своего друга — писателя Ивана Алексеевича Бунина, который и написал предисловие к этой книге.